# Goldene Rose von Baden-Baden
Die Goldene Rose von Baden-Baden wird seit 1952 jährlich von einer internationalen Jury beim Rosenneuheiten-Wettbewerb in Baden-Baden gekürt. Diese Auszeichnung gilt unter Rosen-Liebhabern und -züchtern als einer der bedeutendsten Preise, die ein Züchter erhalten kann. Der Wettbewerb wird gelegentlich auch als die Wahl der Rose des Jahres bezeichnet, was aber zu Verwechselungen führen kann mit der Auszeichnung „Rose des Jahres“, die seit 2016 von der Deutschen Rosengesellschaft e.V. vergeben wird.

## Bisherige Preisträger
| Jahr | deutscher Name                       | Züchter             | Abbildung |
| ---- | ------------------------------------ | ------------------- | --------- |
| 2002 | Candlelight                          | Tantau (DE)         | 2002      |
| 2003 | Pastella                             | Tantau (DE)         | 2003      |
| 2004 | Fairest cape                         | Kordes (DE)         | 2004      |
| 2005 | Tahiti                               | Ilsink (NL)         | 2005      |
| 2006 | Jet Set                              | Laperrière (FR)     |           |
| 2007 | Alix de Vergy                        | Sauvageot (FR)      |           |
| 2008 | Midsummer                            | Tantau (DE)         | 2008      |
| 2009 | Apache                               | Kordes (DE)         | 2009      |
| 2010 | Pink Paradise                        | Delbard (FR)        | 2010      |
| 2011 | Hansestadt Rostock                   | Tantau (DE)         | 2011      |
| 2012 | Schöne vom See                       | Kordes (DE)         | 2012      |
| 2013 | Jennifer Rose (Syn. Claire Marshall) | Harkness (GB)       | 2013      |
| 2014 | Peace in You                         | Libera (IE)         | 2014      |
| 2015 | Tresor du Jardin                     | Adam (FR)           |           |
| 2016 | Märchenzauber                        | Kordes (DE)         | 2016      |
| 2017 | Gräfin Diana                         | Roses Anciennes (F) | 2017      |
| 2018 | Roselina                             | Kordes Rosen (D)    | 2018      |
| 2019 | Anouschka                            | Rosen Tantau (D)    | 2019      |
| 2020 | Perennial Red Domino                 | Rosen Tantau (D)    | 2020      |
| 2021 | Matthias Claudius Rose               | Rosen Tantau (D)    | 2021      |
| 2022 | Perennial Domino                     | Rosen Tantau (D)    | 2022      |
| 2023 | Spotlight                            | Kordes (DE)         | 2023      |
| 2024 | Darling                              | Noack (DE)          | 2024      |